# Kale-i Sefid
Kale-i Sefid (Kale-e Sefid, Kalat Sefid) és un antic castell al Fars (Iran); el nom voldria dir Fortalesa Blanca i era la principal fortalesa en el camí entre Khuzestan i Fars.
Encara que segurament fortificada d'antic no és esmentat fins al segle x. Pertanyia sota el califat a la província de Sabur i al segle x va poblar la comarca un grup nòmada anomenat els shuls que es van establir entre l'oest de Shiraz i la frontera dels Fars amb Khuzestan, sent conegut com a Shulistan. El castell de la zona va esdevenir el centre del territori.
La fortalesa estava rodejada de llegendes; estava en ruïnes al segle x, però fou arranjada per Abu Nasr (del districte de Tir Murdan) i va tenir un paper important en les lluites del període final buwàyhida i seljúcida. El 1139 s'hi va refugiar Buzabeh, governador de Fars, davant de Kara Sunkur atabeg del sultà seljúcida Masud; el salghúrida Abu Bakr, atabeg de Fars (1226-1260) hi va amagar els seus tresors i hi va estacionar una guarnició; el darrer atabeg salghúrida Saldjukshah hi va morir el 1264 en combat contra un general il-kànida.
Hulagu havia ordenat destruir totes les fortaleses dels llocs que conqueria, però va fer una excepció amb Kale-i Sefid; va servir de presó d'estat; el indjúida Masud Shah Djalal al-Din hi va tancar al seu germà Muhammad Shams al-Din el 1335. Quan el indjúida Abu Ishak Djamal al-Din va haver de fugir de Siraz davant els muzaffàrides, es va refugiar en aquesta fortalesa. Els fills del muzaffàrida Mubariz Shah, Shah Sultan i Shah Shudja es van revoltar contra el seu pare, i el van empresonar en aquesta fortalesa on el van cegar (1358). Shah Shudja va tancar també aquí al seu popi fill Sultan Shibli, acusat de rebel·lió. El 1393 la fortalesa fou conquerida per Tamerlà en només tres dies (era considerada inexpugnable) i tots els muzaffàrides i foren tancats com a presoners i executats. Sota Abbas I el Gran fou ocupada per Hamza Bey.
La regió del Shulistan fou ocupada al segle xvii pels mamassanis lurs o bakhtiyaris. En temps del xa Fath Ali Shah (1797-1834) al final del seu regnat els mamassanis s'hi van revoltar dirigit per un cap de bandits de nom Wali Khan Bakash, però foren assetjats a Kale-i Sefid per un exèrcit vingut de l'Azerbaidjan, sent derrotats i sotmesos.